# Tartessella attenuata
Tartessella attenuata är en insektsart som beskrevs av Evans 1936. Tartessella attenuata ingår i släktet Tartessella och familjen dvärgstritar. Inga underarter finns listade i Catalogue of Life.